# 王様の宝石箱
王様の宝石箱（おうさまのほうせきばこ）は、2009年10月から2013年3月まで3年半放送されたラジオ番組。演歌歌手の山本あきがパーソナリティを務め、キングレコードとスバルプランニングが共同制作している。

## 概要
- 以前放送されていたラジオ番組『ティーアップミュージック』を2009年9月放送分で発展的に終了させて当番組をスタートさせた。タイトルに「王様の」が付いているが、TBSテレビの情報バラエティ番組『王様のブランチ』とは何の関係もない。
- 余談ではあるが、キングレコードと共同制作しているスバルプランニングは、同時期まで日本コロムビアの関連会社・コロムビアソングスとの共同制作番組『歌めぐり風だより』を放送していたこともあり、この番組を後番組にしているネット局が多い。
- 番組へのハガキの宛先は下記のネット局（お聴きの放送局）ではなく、所属レコード会社であるキングレコード宛までとなっていた[1]。

## パーソナリティ
- 山本あき

## 終了時点のネット局と放送日及び放送時間
- 北海道放送（HBC）・日曜日18:30〜19:00
- IBC岩手放送（IBC）・土曜日7:45〜8:00
- 山形放送（YBC）・日曜日23:30〜24:00
- 信越放送（SBC）・日曜日5:30〜6:00
- 福井放送（FBC）・土曜日7:30〜8:00
- 岐阜放送（GBS）・日曜日15:30〜16:00
- 和歌山放送（WBS）・土曜日5:00〜5:30
- 山陽放送（RSK）・日曜日5:00〜5:30
- 山口放送（KRY）・日曜日24:00〜24:30
- 西日本放送（RNC）・日曜日12:30〜13:00
- 南海放送（RNB）・日曜日5:15〜5:30
- 高知放送（RKC）・日曜日16:00〜16:30
- 長崎放送（NBC）・土曜日5:15〜5:45
- 南日本放送（MBC）・日曜日25:15〜25:45
- 茨城放送（IBS）・日曜日6:05〜6:15
- 新潟放送（BSN）・土曜日7:30〜7:49
- ラジオ沖縄（ROK）・月曜日23:30〜24:00

山本あきの出身地である石川県の北陸放送では、2011年10月まで日曜日12:10〜12:25に放送されていた。

## 備考
『ティーアップミュージック』は2011年暮れ現在も一部放送局で継続中。
- 南日本放送・日曜日25:00〜25:15